# Саратовский (Кабардино-Балкария)
Сара́товский — хутор в Прохладненском районе Кабардино-Балкарской Республики. Входит в состав муниципального образования «Сельское поселение Черниговское».

## География
Хутор расположен в западной части Прохладненского района. Находится в 8 км к юго-западу от сельского центра — села Черниговское, в 22 км к западу от районного центра Прохладный и в 57 км к северо-востоку от города Нальчик (по дороге).
Граничит с землями населённых пунктов: Баксанёнок на юго-западе, Советское и Карагач на севере, Черниговское на северо-востоке, Алтуд на юго-востоке, и хуторами Александровский и Цораевский на юге.
Населённый пункт расположен на наклонной Кабардинской равнине, в равнинной зоне республики. Средние высоты на территории села составляют 275 метров над уровнем моря. Рельеф местности представляет собой в основном волнистые равнины с незначительным уклоном с юго-запада на северо-восток и без резких колебаний относительных высот. Село с трёх сторон окружён тремя лесными массивами — Иналмаз на западе, Карагач на севере и Гой на востоке.
Гидрографическая сеть представлена в основном речкой Сухая Псарыша и одноимённым озером Саратовское. К северу от хутора протекает река Шакой. 
Климат влажный умеренный, с тёплым летом и прохладной зимой. Среднегодовая температура воздуха положительная и составляет около +11,0°С. Средняя температура воздуха в июле достигает +24,0°С. Средняя температура января составляет около -2,0°С. Среднегодовое количество осадков составляет около 700 мм. Абсолютная среднегодовая влажность воздуха составляет 9,7—10,0 мм.

## История
Хутор был основан в 1901 году переселенцами из Саратовской губернии, на участке земли выкупленной в аренду у кабардинских князей Иналовых.
В 1921 году включён в состав Черниговского сельсовета, с административным центром в селе Черниговское.
В 1959 году в состав Саратовского был включён упразднённый хутор Неволька, располагавшийся чуть восточнее.

## Население
| 2002 | 2010 | 2021 |
| ---- | ---- | ---- |
| 393  | ↘387 | ↘380 |

За межпереписной период (с 2010 по 2021 год) население села уменьшилось на 7 чел. (- 1,81 %).
Национальный состав
По данным Всероссийской переписи населения 2021 года:
| Народ                | Численность, чел. | Доля от всего населения, % |
| -------------------- | ----------------- | -------------------------- |
| русские              | 226               | 59,47 %                    |
| кабардинцы (черкесы) | 86                | 22,63 %                    |
| * кабардинцы         | 85                | 22,37 %                    |
| * черкесы            | 1                 | 0,26 %                     |
| балкарцы             | 58                | 15,26 %                    |
| турки                | 8                 | 2,11 %                     |
| другие               | 2                 | 0,53 %                     |
| нет / не указано     | 0                 | 0                          |
| всего                | 380               | 100 %                      |

Половозрастной состав
По данным Всероссийской переписи населения 2010 года:
| Возраст     | Мужчины, чел. | Женщины, чел. | Общая численность, чел. | Доля от всего населения, % |
| ----------- | ------------- | ------------- | ----------------------- | -------------------------- |
| 0 — 14 лет  | 32            | 38            | 70                      | 18,09 %                    |
| 15 — 59 лет | 118           | 131           | 249                     | 64,34 %                    |
| от 60 лет   | 28            | 40            | 68                      | 17,57 %                    |
| Всего       | 178           | 209           | 387                     | 100 %                      |

Мужчины — 178 чел. (45,99 %). Женщины — 209 чел. (54,01 %).
Средний возраст населения — 35,7 лет. Медианный возраст населения — 34,0 лет.
Средний возраст мужчин — 33,6 лет. Медианный возраст мужчин — 32,2 лет.
Средний возраст женщин — 37,4 лет. Медианный возраст женщин — 35,2 лет.

## Образование
Дети школьного возраста учатся в школе села Янтарное, дети дошкольного возраста в селе Черниговское.

## Здравоохранение
- Фельдшерско-акушерский пункт — ул. Виноградная, 1.

## Культура
- МКУК «Саратовский клуб сельского поселения Черниговское» — ул. Садовая, 26.

## Улицы
На территории хутора зарегистрировано всего 3 улицы:

| Благодатная |

| Виноградная |

| Садовая |